# Georgia Byng
Georgia Byng, född den 6 september 1965 i Hampshire i England, är en brittisk författare av barnböcker. Byng är främst känd för bokserien om Molly Moon.
Första boken, Molly Moons fantastiska bok om hypnos, handlar om en flicka som finner en bok om hypnotism och lär sig hur man hypnotiserar personer.
Georgia Byng lever med sin partner, artisten Marc Quinn, och deras tre barn, dottern Tiger och sönerna Sky och Lucas. Georgia med familj bor nu i London.

## Uppväxt
Georgia Byng växte upp utanför Winchester, England med tre busiga bröder och en syster. Hennes pappa älskade naturen och hennes mamma var uppmuntrande och varm. Georgias personlighet och karaktärerna bygger mycket på den fridfulla omgivningen av stugor ängar och skogar. Georgia var själv fridfull och lite instängd i sig själv, förutom när hon sålde och gav bort allt möjligt som hon hade gjort. 